# Matutinus typhae
Matutinus typhae är en insektsart som först beskrevs av Lindberg 1960.  Matutinus typhae ingår i släktet Matutinus och familjen sporrstritar. Inga underarter finns listade i Catalogue of Life.